# 佐藤万理
佐藤 万理（さとう まり、1959年1月8日 - ）は、日本の元女優。本名は同じ。母親は女優のいまむらいづみ。
東京都武蔵野市出身。東京都立荻窪高等学校卒業。前進座映画放送部に所属していた。

## 来歴・人物
6歳のときに前進座の舞台『シーボルト物語』でデビュー。その後、佐藤萬里の名前で、NHKの大河ドラマ『天と地と』などの出演を経て、1972年のNHKドラマ『天下御免』に、林隆三が演じる小野右京之介につきまとう娘・ケヤキ役でレギュラー出演する。当時の紹介記事では、『天下御免』が学校内で人気があったため、出演できてとてもうれしいと語っている。
中学から高校までは芸能活動を休止して学業に専念する。高校卒業後は前進座映画放送部所属となり、1979年、TBSポーラテレビ小説『おりん』でヒロイン役を演じる。『おりん』出演以前にもポーラテレビ小説のオーディションに2回落ちていたため、『おりん』当時の紹介記事では最後のチャンスだと思ってオーディションに臨んだと述べている。
『おりん』終了後もテレビドラマを中心に活動した。
1986年、NHK教育の『ドイツ語講座』に、当時大学生の弟とともにアシスタントとして出演。出演のきっかけは、音楽旅行番組で西ドイツに行ったことがきっかけで、ドイツ語学校に1年間通い、ドイツ語学校のクリスマスパーティーで番組関係者と知り合ったことからであった。
特技は、日本舞踊。『天下御免』出演当時は、日舞以外に三味線、長唄なども習っていた。

## 出演

### テレビドラマ
- NHK大河ドラマ（NHK）
  - 天と地と（1969年）
  - 草燃える（1979年）
- 天下御免（1972年） - ケヤキ※佐藤萬里名義
- 花王 愛の劇場 （TBS）
  - 白衣の姉妹（1978年）
  - 母さん、家においでよ（1986年）
- 必殺シリーズ（ABC / 松竹）
  - 江戸プロフェッショナル・必殺商売人 第14話「忠義を売って得を取れ!」（1978年） - 小菊
  - 必殺からくり人・富嶽百景殺し旅 第3話「駿州片倉茶園ノ不二」（1978年） - 雪絵
  - 翔べ! 必殺うらごろし 第12話「木が人を引き寄せて昔を語る」（1979年） - 多美
  - 必殺仕舞人 第7話「丹後の宮津の嘆き唄」（1981年） - お初
  - 新・必殺仕事人 第55話「主水仕事仕舞する」（1982年） - お藤
  - 新・必殺仕舞人 第7話「貝殻節は子捨て唄」（1982年） - おきん
  - 必殺仕事人IV 第8話「せんとりつ子供をもらう!?」（1983年） - お里
- 若さま侍捕物帳（1978年、テレビ朝日 / 国際放映 / 前進座） - お糸
- 江戸の渦潮 第14話「純情柳河岸」（1978年、フジテレビ / 東宝）
- 大江戸捜査網 第352話「怪談涙の燈籠流し」（1978年、東京12ch / 三船プロ） - 小雪
- ポーラテレビ小説 / おりん（1979年 - 1980年、TBS） - 主演・おりん
- 大空港 第37話「バクダン刑事登場!」（1979年、CX / 松竹） - 西條ケイコ
- 俺たちは天使だ! 第4話（1979年、東宝 / NTV） - 今井はるみ
- 御宿かわせみ 第6話「夕涼み殺人事件」（1980年、NHK）
- 長七郎天下ご免! (1979年 - 1982年、テレビ朝日 / 東映)
  - 第41話 「紅い幽霊屋敷」（1980年） - おふみ
  - 第105話 「いのち再び夢鏡」（1982年） - お八重
- 旅がらす事件帖 第10話「夕陽に背をむけた女」（1980年、KTV / 国際放映） - お蓉
- 鬼平犯科帳
  - 第2シリーズ 第26話「用心棒」（1981年、テレビ朝日） - おたみ
  - 第3シリーズ 第11話「白い粉」（1982年、テレビ朝日） - おたみ
- 柳生あばれ旅 第14話「忍者が泣いた港町－吉田－」（1981年、ANB / 東映） - おるい
- 桃太郎侍 第249話 「小判が消えた下総路」（1981年、日本テレビ / 東映） - おつる
- 熱中時代先生編・第2シリーズ 第33話「雪国の熱中先生」（1981年、NTV） - 須藤絹子
- ザ・ハングマン 第39話「悪医者は吸血処刑」（1981年、ABC / 松竹） - 西田めぐみ看護婦
- 銭形平次（CX / 東映）
  - 第756話「命を狙われた万七」（1981年）
  - 第875話「大泥棒になる万七」（1983年）
- 江戸を斬るVI 第20話「お京が陥ちた阿片地獄」（1981年、TBS / C.A.L） - おふみ
- 暴れん坊将軍シリーズ（ANB/ 東映）
  - 吉宗評判記 暴れん坊将軍
    - 第58話「江戸一番！桜おどり」（1979年） - おふく
    - 第133話 「聞いてちょ! 爺ちゃん若様評判記」（1980年） - お妙
    - 第163話「鬼女を哭かせた腰抜侍」（1981年） - つる

  - 暴れん坊将軍II
    - 第22話「十手を下さい お奉行様!」（1983年） - おちか
    - 第87話「粋な合羽の似合う奴!」（1984年） - お絹
    - 第123話「秘めた誓いの夢千両!」（1985年） - お光
    - 第149話「罠にはまったカッポレ娘!」（1986年） - お光
- 影の軍団シリーズ （KTV / 東映）
  - 影の軍団II 第3話「恐怖!いけにえの館」（1981年、KTV / 東映） - 梶山千絵
  - 影の軍団III 第14話「大奥魔女狩り」（1982年、KTV） - くノ一
  - 影の軍団IV 第10話 「葬式は俺がやる」（1985年、KTV） - お美和
- 女たちの海峡（1981年、CX）
- 幻之介世直し帖 第9話「女心を操る悪を斬れ」（1981年、NTV / 国際放映）
- お命頂戴! 第10話「影を操る極悪人」（1981年、TX）
- 木曜ゴールデンドラマ / 恋人たちの忠臣蔵（1981年、YTV）
- 土曜ワイド劇場（ANB）
  - 複合誘拐・女子大生の身代金（1981年）
  - フルムーン探偵日本三景めぐり（1984年）
  - 江戸川乱歩の美女シリーズ（1986年 - 1988年） - 文代
  - 家政婦は見た!5（1987年、ANB）
- 時代劇スペシャル（CX）
  - 血槍富士（1981年、東映） - おたね
  - 地獄の左門十手無頼帖 「将軍暗殺!」（1983年、東映） - おぶん
  - 音なし源　さの字殺し（1983年、国際放映） - お秀
- 大岡越前 （TBS / C.A.L）
  - 第6部 第16話「因業大家と人情大工」（1982年6月21日） - お絹
  - 第7部 第10話「薬袋に仕掛けた罠」（1983年6月27日） - おみよ
  - 第10部 第6話「弱者に誓う大岡裁き」（1988年4月4日） - お小夜
- 眠狂四郎円月殺法 第7話「こぼれ花情け無用の無頼剣 -小田原の巻-」（1982年、TX） - 小夜
- 柳生十兵衛あばれ旅 第21話「魔女御殿の怪」（1983年、ANB / 東映）
- ザ・サスペンス（TBS）
  - 猟人日記（1983年） - 小杉美千子
  - 影の複合 妹よ…悲痛な兄の叫びに沈黙のビルが答える!（1983年、大映テレビ）- 後藤千代子
- 水戸黄門 第13部 第24話「とどけ馬子唄瞼の母に -熊本-」（1983年3月28日、TBS / C.A.L） - お静
- 松平右近事件帳　(1982年 - 1983年、NTV / ユニオン映画) 
  - 第6話「お店者無情」 - おたみ
  - 第32話「帰ってきた土蔵破り」 - おまき
- 新・松平右近 第2話「父娘を結ぶ神田川」（1983年、NTV / ユニオン映画） - おさい
- 大奥（1983年、KTV）- お夏
- 眠狂四郎無頼控　第13話「怪談! 髑髏と祝言する花嫁」（1983年、TX） - 小夜
- 長七郎江戸日記　（NTV / ユニオン映画）
  - 第1シリーズ 第5話「風流みだれ囃子」（1983年） - お袖
  - 第1シリーズ 第44話「くの一有情」（1984年） - お葉
  - 第1シリーズ 第59話「反骨武士は死なず」（1985年） - お咲
  - 第1シリーズ SP6「風雲! 旗本奴と町奴」（1986年） - お雪
- 母ちゃんの牧場（1984年、THK）
- 遠山の金さん（ANB）
  - 遠山の金さんI 第13話「危うし! 遠山金四郎お命頂戴!」（1982年）
  - 遠山の金さんII 第24話「女能面殺人事件!」（1986年）
- 山村美紗サスペンス / 殺意の河（1986年、KTV / 東映）
- アリエスの乙女たち 第2、3、12話（1987年、CX / 大映テレビ） - 来栖順子

### その他のテレビ番組
- ドイツ語講座（1986年、NHK教育） - アシスタント

### 映画
- 戦争と人間・第一部（1970年）*佐藤萬里名義
- どぶ川学級（1972年）*佐藤萬里名義
- 巣立ちのとき 教育は死なず（1981年）
- アッシイたちの街（1981年）
- ムッちゃんの詩（1985年） - 香代
- 想い出のアン（1985年）

### 舞台
- シーボルト物語 ※デビュー作